# STS-92

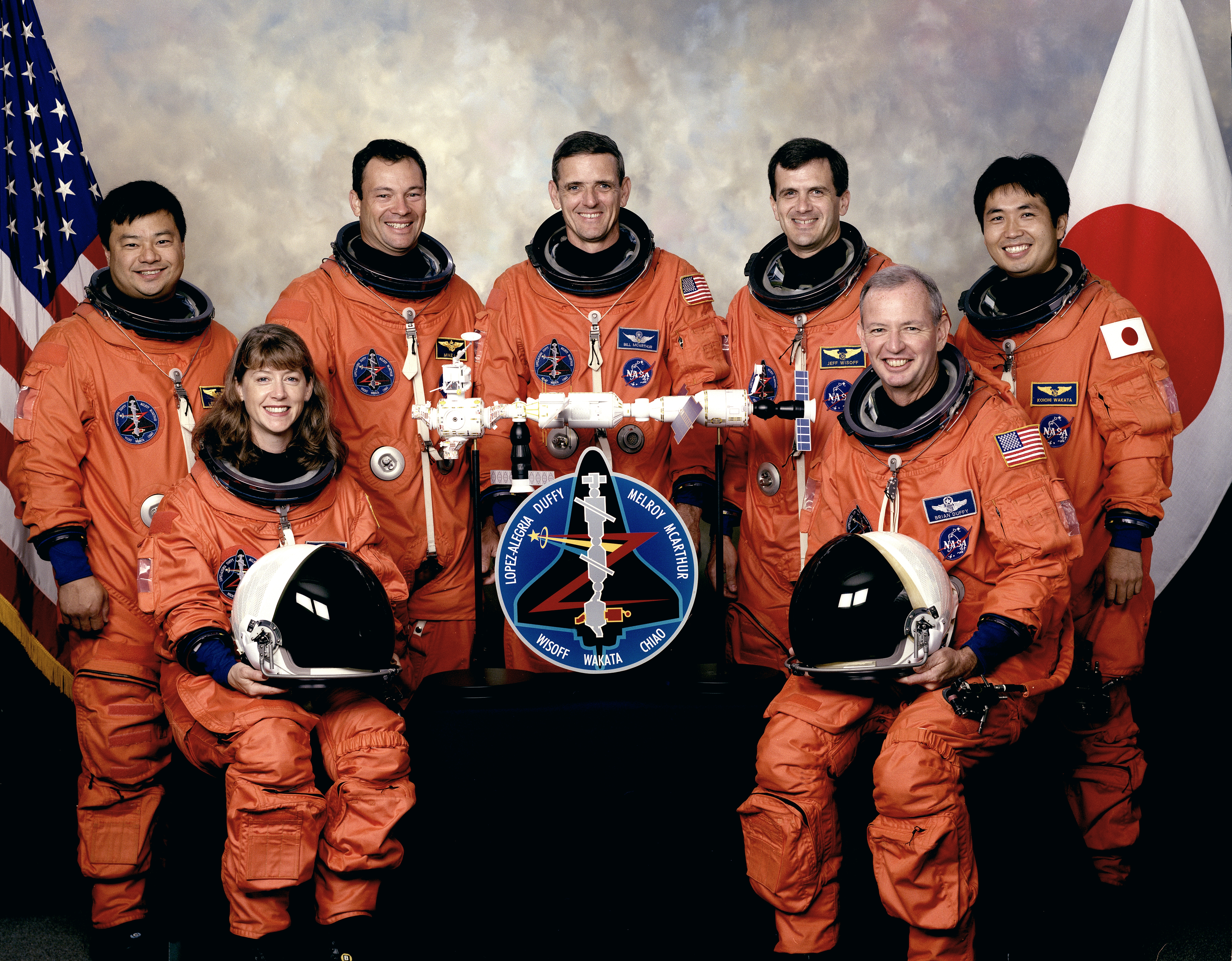
Екіпаж STS-92:Зліва направо — Перед: Мелрой Даффі; Назад: Чао Лопес-Алегріа, Макартур, Уайсофф, Ваката

 STS-92  — космічний політ шатла «Діскавері» за програмою «Спейс Шаттл», стартував 11 жовтня 2000 року. Продовження збірки Міжнародної космічної станції. STS-92 — 100-й політ за програмою «Спейс Шаттл», 5-й політ шатла до МКС. Астронавти провели в космосі близько 11 діб і успішно приземлилися на авіабазі Едвардс 20 жовтня 2000 року.

## Екіпаж
- (НАСА): Браян Даффі (англ. Brian Duffy) (4), командир.
- Памела Мелрой (1) пілот.
- Лерой Чіао (3) 1 спеціаліст польоту.
- Вільям Макартур (3) 2 фахівець польоту.
- Пітер Вайсофф (4) 3 спеціаліст польоту.
- Майкл Лопес -Алегріа (2) 4 фахівець польоту.
- Коїті Ваката (2) спеціаліст польоту 5 — JAXA.

## Місія

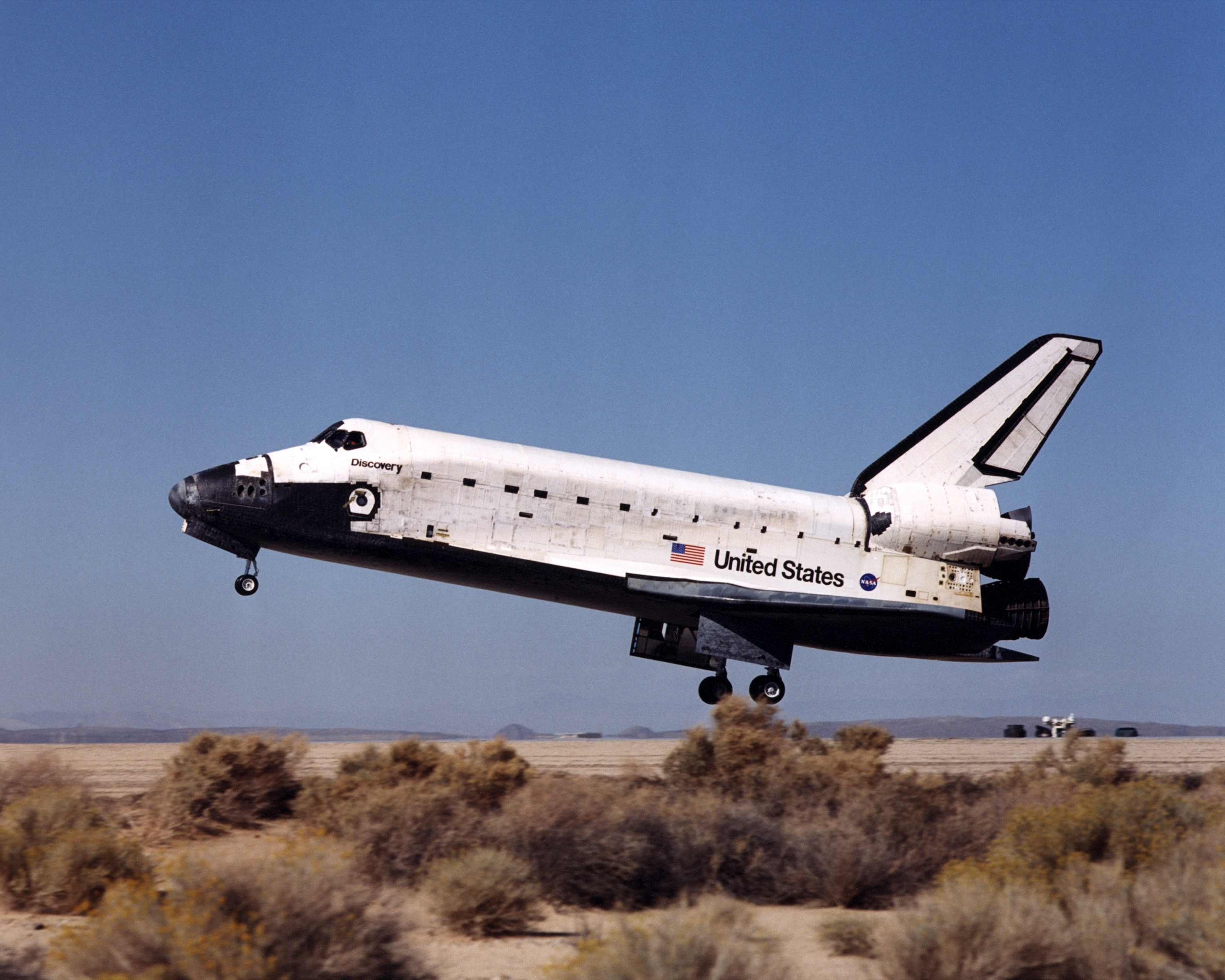
«Діскавері» приземляється на авіабазі Едвардс, 24 жовтня 2000

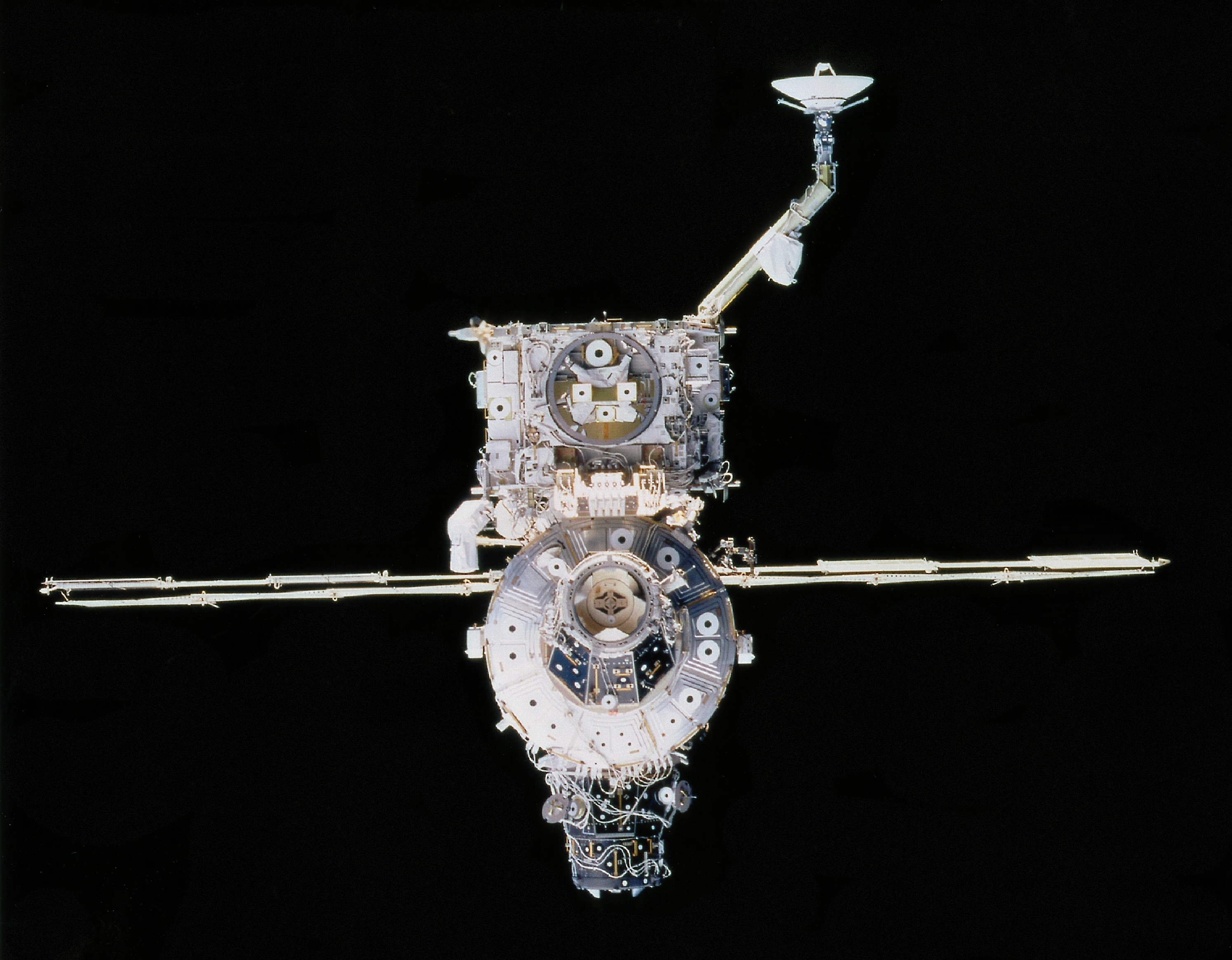
Модуль Юніті, зверху фермова конструкція Z1, внизу «PMA−3»

Шаттл доставив до МКС фермову конструкцію Z1, гіроскопи, адаптер PMA — 3 (на палеті «Спейслаб») і два теплопроводи DDCU (DC-to-DC Converter Unit).
Ферма «Z1» — перша зовнішня базова ферма встановлена на МКС, яка дозволила встановити на «Юніті» перші сонячні батареї США для початкового живлення під політ 4А (STS-97). Система зв'язку Ku-діапазону забезпечила виконання програм науковців і телебачення США під час польоту 6А (STS-100). «Гіродіни» (гіроскопи для управління моментом) важать близько 27 кг і забезпечують немеханічне (з електричним приводом) управління орієнтацією. Були активовані під час польоту 5А (STS-98). Гермоадаптер PMA-3 використовувався для установки сонячних батарей на польоти 4А і «5А».
Місія включала сім днів польоту в зістикованому стані з космічною станцією, чотири виходи і дві перевірки стикувань.
Протягом чотирьох запланованих виходів у відкритий космос, дві команди космонавтів і досвідченого оператора маніпулятора співпрацювали, встановлюючи структуру ферми «Z1» (Z для зенітного порту) у верхній частині сполучного вузла США «Юніті», доповнювали МКС гермоадаптером PMA-3 для майбутніх підключень нових компонентів станції і для спрощення стикувань. МКС підготовлена до прийому першого основного екіпажу (МКС-1).
Протягом четвертого виходу у відкритий космос, астронавти Уайсофф і Лопес-Алегрія протестували реактивний ранець SAFER, відлітаючи від МКС на 15 м, залишаючись при цьому прив'язаними до космічного апарата.